# غزلان ناصر
غزلان ناصر (19 أغسطس 1979 -)، ممثلة لبنانية تعيش في السعودية، وتحسب على الفن في دول الخليج.

## عن حياتها
بدايتها كانت كفتاة إعلانات تجارية ومن خلال عروض الأزياء في جدة، بدأت مشوارها الفني كممثلة في عام 2001 بمشاركتها بمسلسل قلوب من ورق بترشيح من الفنان حسن عسيري، إستطاعت بعدها بتقديم نفسها بأدوار مميزة بأعمال أخرى من أهمهما دور الشريرة في مسلسل أسوار.

## أعمالها

### في التلفزيون
| سنة الإنتاج | اسم المسلسل                                 | الشخصية    |
| ----------- | ------------------------------------------- | ---------- |
| 2001        | قلوب من ورق                                 | نادين      |
| 2002        | طاش ما طاش - طاش 10 عدة حلقات               | عدة شخصيات |
| 2003        | يوميات راشد                                 | أم راشد    |
| 2003        | خطوات على الجبال                            |            |
| 2004        | مثلك عارف                                   | عدة شخصيات |
| 2005        | طاش ما طاش - طاش 13 عدة حلقات               | عدة شخصيات |
| 2005        | عندما تغيب الحقيقة                          |            |
| 2006        | أبو شلاخ البرمائي                           |            |
| 2006        | ماكو فكة                                    |            |
| 2006        | أسوار - الموسم الثاني عام 2009، الثالث 2010 |            |
| 2007        | أخوات موسى                                  |            |
| 2007        | خلوكم مكاني                                 |            |
| 2007        | طاش ما طاش - طاش 15 عدة حلقات               | عدة شخصيات |
| 2009        | الساكنات في قلوبنا - عدة حلقات              | عدة شخصيات |
| 2009        | عطر                                         | مريم       |
| 2010        | بيني وبينك - الجزء الرابع                   | حسينة      |
| 2011        | ماشي                                        |            |
| 2011        | من عيوني                                    | سعدة       |
| 2011        | قووول في الثمانيات                          | عدة شخصيات |
| 2012        | كلام الناس الموسم الثاني عام 2013           | عدة شخصيات |
| 2013        | أهل البلد                                   |            |
| 2013        | أنت طالق - حلقات منفصلة                     | عدة شخصيات |
| 2013        | الخطاف                                      |            |
| 2013        | هشتقة - الجزء الثاني                        |            |
| 2014        | عندما يزهر الخريف                           |            |
| 2023        | كلاود كيتشن                                 | أم عبير    |

### من أعمال المسرح
| سنة الإنتاج | المسرحية    | الشخصية |
| ----------- | ----------- | ------- |
| 2012        | هالة وهلالة | هالة    |

## روابط خارجية
- غزلان ناصر على موقع قاعدة بيانات الأفلام العربية